# Francis Meynell
Sir Francis Meredith Wilfrid Meynell, né le 12 mai 1891 et mort le 10 juillet 1975, est un poète, imprimeur et éditeur britannique.

## Début de carrière
Francis Meynell est le fils du journaliste Wilfrid Meynell et de son épouse la poétesse  Alice Meynell, suffragette et fameuse convertie au catholicisme. Après le Trinity College de Dublin, il rejoint son père qui travaille à la maison d'édition catholique Burns & Oates. En 1913, George Lansbury l'engage à l'administration du Daily Herald.
En 1912, il est remarqué par la riche Américaine Miss Dodge, qui habitait en Angleterre. Elle connaissait les parents de Francis Meynell et l'avait entendu prendre le parti des suffragettes au Queen's Hall. Avec son amie, la comtesse Muriel de La Warr, elle finance pour lui en 1916 le démarrage de la Pelican Press et soutient le  Daily Herald. En 1921, Meynell est rédacteur en chef de l'hebdomadaire The Communist, il perd un procès en diffamation et il est condamné au versement de 2000 £, ce qui le mène à la faillite. Miss Dodge et la comtesse de La Warr viennent à sa rescousse, mais tiennent à ce que leurs dons restent anonymes.  Miss Dodge  devient la marraine de baptême de la fille aînée de  Meynell, Cynthia, en 1915.

## Objecteur de conscience
Meynell est appelé à rejoindre la conscription en 1916, mais il refuse de prendre les armes et demande l'exemption au prétexte d'être objecteur de conscience.  Il se présente devant le tribunal local de Marylebone en août 1916 et  devant la cour d'appel en septembre. Il est seulement exempté du service en combat actif et est obligé de se rendre à la police civile le 29 janvier 1917. Les magistrats le renvoient aux autorités militaires et il est retenu à la caserne de Hounslow où il démarre une grève de la faim. Après trois semaines à l'hôpital, il est réformé le 28 février 1917, pour incapacité de servir comme soldat. Il reprend son travail à la Pelican Press et au Daily Herald.

## Socialisme
Meynell est socialiste et défend la cause des républicains dans la guerre d'Espagne. L'alliage singulier de ses opinions de gauche et de ses goûts esthétiques conservateurs, à l'instar de William Morris, est la cause d'un certain amusement de la part de ses amis ; l'Encyclopedia of Library and Information Science remarque qu'il « a imprimé un libelle de propagande d'extrême-gauche avec des empattements en Cloister Old Face et l'a entouré d'une bordure de fleurons dans le goût du XVIIe siècle ».

## Famille
Meynell s'est marié trois fois. Il épouse en premières noces Hilda Peppercorn (1886-1962), fille du peintre Arthur Douglas Peppercorn. Elle était pianiste de concert sous le nom d'Hilda Saxe. Ils se marient en 1914 et ont une fille, Cynthia. En 1925, après son divorce avec Hilda, Meynell épouse Vera Rosalind Wynne Mendel (1895-1947). Elle était la fille de William Mendel, financier juif né en Allemagne, naturalisé britannique en 1889, qui se marie en 1894 avec Edith Wynne Jones. À la fin du XIXe siècle, Mendel avait fait fortune en souscrivant plusieurs introductions en bourse dont Harrods et D. H. Evans.  Vera et leur ami mutuel David Garnett ont fourni les fonds nécessaires pour lancer la Nonesuch Press ; elle a aussi financé la production et la distribution, les premières années. Le couple a un fils, Benedict, né en 1930. Ils divorcent en 1945. Vera se suicide le 4 août 1947.
Meynell est fait chevalier en 1946 et épouse la même année Alix Kilroy (1903-1999), fonctionnaire à la Commission du Commerce. Ils avaient déjà travaillé ensemble pendant la guerre sur l'Utility Design, style austère et fonctionnel. Après la guerre, le couple s'installe dans une ferme et exploite cette propriété agricole située près de Lavenham dans le Suffolk pendant de nombreuses années. Ils n'ont pas eu d'enfant. Francis Meynell est le frère de la romancière Viola Meynell.